# District de Wangyi
Le district de Wangyi (王益区 ; pinyin : Wángyì Qū) est une subdivision administrative de la province du Shaanxi en Chine. Il est placé sous la juridiction de la ville-préfecture de Tongchuan.